# Tabernaemontana undulata
Tabernaemontana undulata ist eine Pflanzenart aus der Gattung Tabernaemontana in der Unterfamilie Rauvolfioideae innerhalb der Familie der Hundsgiftgewächse (Apocynaceae) aus dem nördlicheren Süd- bis nach Zentralamerika. 

## Beschreibung

### Vegetative Merkmale
Tabernaemontana undulata wächst als Baum oder Strauch und erreicht Wuchshöhen von 1,5 bis 7 Metern. Die Pflanzenteile sind unbehaart. Die Pflanze führt einen Milchsaft.
Die gegenständig angeordneten und kahlen Laubblätter sind in Blattstiel und -spreite gegliedert. Der 0,4 bis 1,5 Zentimeter lange Blattstiel besitzt an der Basis Drüsen. Die ledgrige, einfache Blattspreite ist mit einer Länge von 7 bis 26 Zentimetern und einer Breite von 2,3 bis 8,5 Zentimetern elliptisch bis lanzettlich oder eiförmig, -lanzettlich bis verkehrt-eiförmig, -eilanzettlich. Der Blattrand ist ganz bis teils schwach gekerbt oder buchtig.

### Generative Merkmale
Blüten und Früchte erscheinen das ganze Jahr. Der achselständige, auf einem 0,4 bis 1,7 Zentimeter langen Blütenstandsschaft stehende, zymöse Blütenstand ist stark reduziert und enthält nur ein bis vier gestielte Blüten. Die eiförmigen Deckblätter sind mehr oder weniger 1 Millimeter lang. Der Blütenstiel besitzt eine Länge von 2 bis 5 Millimetern.
Die zwittrigen und stieltellerförmigen Blüten sind radiärsymmetrisch und fünfzählig mit doppelter Blütenhülle (Perianth). Die fünf etwa 8 Millimeter langen Kelchzipfel besitzen sechs bis sieben Drüsen an ihrer Basis. Die fünf Kronblätter sind zu einer 1,9 bis 2,8 Zentimeter langen, schmalen und weiß-rötlich gefleckten Röhre verwachsen mit etwa 1,5 Zentimeter langen, meist weißen Kronzipfeln. Die fünf sitzenden Staubblätter in der Kronröhre besitzen etwa 4 Millimeter lange, pfeilförmige Staubbeutel. Der zweikammerige Fruchtknoten ist oberständig mit einem eingeschlossenen Griffel mit einem speziellen „Griffelkopf“ (Sekundäre Pollenpräsentation).
Die als essbar geltenden, mehrsamigen, braun-violetten, ledrigen und schräg-eiförmigen, oft paarig erscheinenden Früchte, Balgfrüchte sind bis 4,5 Zentimeter lang. Die bis etwa 1–1,5 Zentimeter langen Samen besitzen eine runzelige Oberfläche sowie einen gelatinösen Arillus.

## Systematik
Die Erstveröffentlichung von Tabernaemontana undulata erfolgte 1798 durch Martin Vahl in Eclogae Americanae, 2, Seite 20–21. Synonyme für Tabernaemontana undulata Vahl sind z. B. Bonafousia undulata (Vahl) A.DC. und Stemmadenia nervosa Standl. & L.O.Williams.